# Bjørn Watt Boolsen
Bjørn Watt Boolsen (født 20. juni 1923 i Rudkøbing, død 28. december 1998) var en dansk skuespiller, bror til Robert Watt Boolsen.
Han er særligt kendt for sin rolle som Oberst Hachel i tv-serien Matador og som forskellige roller i Olsen-banden-filmene, hvor han ofte spillede skurk.

## Opvækst og uddannelse
Boolsen voksede op på Nørrebro, hvor hans far Detleff Boolsen var skoleinspektør på Stevnsgade Skole.
Efter klassisksproglig studentereksamen fra Metropolitanskolen 1942 (hvor han var klassekammerat med Erik Balling) blev han uddannet på Det kongelige Teaters elevskole 1944. Han debuterede året før 11. april 1943 i En Kvinde er overflødig.

## Skuespillerkarriere
Boolsen var freelancer i hovedparten af sin karriere og spillede derfor en lang række roller på mange forskellige teatre. Han var direktør for Folketeatret fra 1959 til 1971.
På tv blev han bl.a. kendt som Oberst Hachel i tv-serien Matador. Den selvbevidste, højtråbende og principfaste officer er uden situationsfornemmelse, despotisk mod sin datter Vicki og forurettet over sin ven doktor Hansens tilknytning til partiet Det Radikale Venstre og abonnement på Politiken. Obersten er dog god nok på bunden, selv om han ikke er meget for at vedkende sig sine bløde sider.
I biografen huskes han for sine roller i Olsen-banden filmene. I de første Olsen-bande film som den selvhøjtidelige politidirektør, som ikke tænker på ret meget andet end korpsets ære og rennomé. Fra og med Olsen-banden film nr. 6 slog han sin rolle i filmene fast som den evige kapitalistiske skurk, først under navnet Holm Hansen, siden som baron Lövenwold og slutteligt under navnet Bang-Johansen.

## Tillidshverv
Han bestred en række tillidshverv. Han var næstformand i Skuespillerforeningen af 1879, medlem af Teaterrådet i en længere årrække og formand for Teaterdirektørforeningen 1966-71 og for Danske teaterlederes fællesråd 1969-71.

## Familie
Han var søn af skoleinspektør Detleff Boolsen (1881–1953) og hustru Leonie Watt Boolsen (1884–1975). Moren var uddannet operasangerinde og datter af forfatteren Robert Watt, der var direktør for Tivoli.
Fra 1947 til sin død i 1998 var Bjørn Watt-Boolsen gift med skuespillerinden Lis Løwert. De ligger begravet på Søndermark Kirkegård.

## Hæder
Boolsen var Ridder af Dannebrog.

## Filmografi

### Spillefilm
| År   | Titel                                           | Rolle                                        | Noter                              |
| ---- | ----------------------------------------------- | -------------------------------------------- | ---------------------------------- |
| 1943 | Kriminalassistent Bloch                         |                                              |                                    |
| 1944 | Frihed, lighed og Louise                        |                                              |                                    |
| 1944 | Det bødes der for                               |                                              |                                    |
| 1945 | De røde enge                                    |                                              |                                    |
| 1946 | Oktoberroser'                                   |                                              |                                    |
| 1946 | Jeg elsker en anden                             |                                              |                                    |
| 1946 | Diskret ophold                                  |                                              |                                    |
| 1947 | Ta', hvad du vil ha'                            |                                              |                                    |
| 1948 | Støt står den danske sømand                     |                                              |                                    |
| 1949 | Kampen mod uretten                              |                                              |                                    |
| 1949 | For frihed og ret                               |                                              |                                    |
| 1949 | Lejlighed til leje                              |                                              |                                    |
| 1950 | Smedestræde 4                                   |                                              |                                    |
| 1951 | Familien Schmidt                                |                                              |                                    |
| 1953 | Vi som går køkkenvejen                          |                                              |                                    |
| 1953 | Adam og Eva                                     |                                              |                                    |
| 1954 | Kongeligt besøg                                 |                                              |                                    |
| 1956 | Qivitoq                                         |                                              |                                    |
| 1956 | Kispus                                          |                                              |                                    |
| 1957 | En kvinde er overflødig                         |                                              |                                    |
| 1960 | Elefanter på loftet                             |                                              |                                    |
| 1962 | Den kære familie                                |                                              |                                    |
| 1963 | Pigen og pressefotografen                       |                                              |                                    |
| 1967 | Smukke Arne og Rosa                             |                                              |                                    |
| 1970 | Oktoberdage                                     |                                              |                                    |
| 1971 | Ballade på Christianshavn                       |                                              |                                    |
| 1972 | Olsen-bandens store kup                         | Betjent Mortensens overordnede               |                                    |
| 1974 | Olsen-bandens sidste bedrifter                  | direktør Holm-Hansen                         |                                    |
| 1976 | Olsen-banden ser rødt                           | Lensbaron Ulrik Christian Frederik Løvenvold |                                    |
| 1976 | Kassen stemmer                                  |                                              |                                    |
| 1977 | Olsen-banden deruda'                            | direktør Henrik Holm-Hansen                  |                                    |
| 1978 | Olsenbanden + Data-Harry sprenger verdensbanken | direktør Henrik Holm-Hansen                  | norsk film                         |
| 1978 | Olsen-banden går i krig                         | Bang-Johansen                                |                                    |
| 1979 | Rend mig i traditionerne                        | lærer                                        |                                    |
| 1979 | Olsen-banden overgiver sig aldrig               | direktør                                     | Bang-Johansen                      |
| 1981 | Olsen-bandens flugt over plankeværket           | direktør                                     | Direktør Bang-Johansen             |
| 1981 | Olsen-banden over alle bjerge                   | direktør                                     | Direktør i Høje-Nord Bang-Johansen |
| 1983 | Kurt og Valde                                   |                                              |                                    |
| 1983 | De uanstændige                                  |                                              |                                    |
| 1989 | Walter og Carlo i Amerika                       |                                              |                                    |
| 1991 | Drengene fra Sankt Petri                        |                                              |                                    |
| 1993 | Det forsømte forår                              | Metropoletanskolens rektor                   |                                    |
| 1998 | Olsen-bandens sidste stik                       | departementschef Hallandsen                  |                                    |

### Serier
| År      | Titel                   | Rolle                    | Noter |
| ------- | ----------------------- | ------------------------ | ----- |
| 1970-77 | Huset på Christianshavn | diverse roller           |       |
| 1977-80 | En by i provinsen       | politiassessor Wernersen |       |
| 1978-80 | Matador                 | oberst Hackel            |       |